# Tom et Jerry sèment la pagaille
Tom et Jerry sèment la pagaille (Tom and Jerry in Fists of Furry) est un jeu vidéo de combat sorti en 2000 sur Nintendo 64 et Windows. Le jeu a été développé par VIS Entertainment puis édité par NewKidCo et Ubisoft. Il est basé sur le dessin animé Tom et Jerry.